# جوزف مالوزی
جوزف مالوزی (انگلیسی: Joseph Mallozzi؛ زادهٔ ۱۶ اکتبر ۱۹۶۵) فیلم‌نامه‌نویس، مدیر اجرایی تولید، تهیه‌کننده فیلم، کارگردان فیلم و وبلاگ‌نویس اهل کانادا است.
از فیلم‌ها یا مجموعه‌های تلویزیونی که وی در آن‌ها نقش داشته است، می‌توان به کایو، شاهکارهای آرسن لوپن، دروازه ستارگان اس‌جی-۱ و ماده تاریک اشاره نمود.